# Reflectómetro de dominio de tiempo

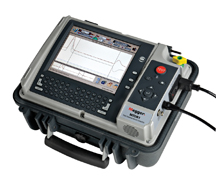
Fotografía de un TDR de la marca Megger

El reflectómetro de dominio del tiempo (TDR) es un instrumento electrónico usado para caracterizar y localizar los defectos en cables metálicos (por ejemplo, los pares trenzados de alambre, cables coaxiales) y, en otro tipo de OTDR, fibras ópticas. 

## Empleo
Son imprescindibles para la conservación y mantenimiento de líneas de telecomunicación. Con ellos se pueden detectar aumentos de los niveles de la resistencia en empalmes y conectores que se corroen, y disminución de aislamiento por degradación y absorción de la humedad, etc. Los TDRs son instrumentos también muy útiles para medidas de mantenimiento, donde ayudan a determinar la existencia y la ubicación de empalmes de cable. Las aplicaciones nuevas de TDR incluyen aislar los puntos de fallo.

## Método de operación

### Fundamento

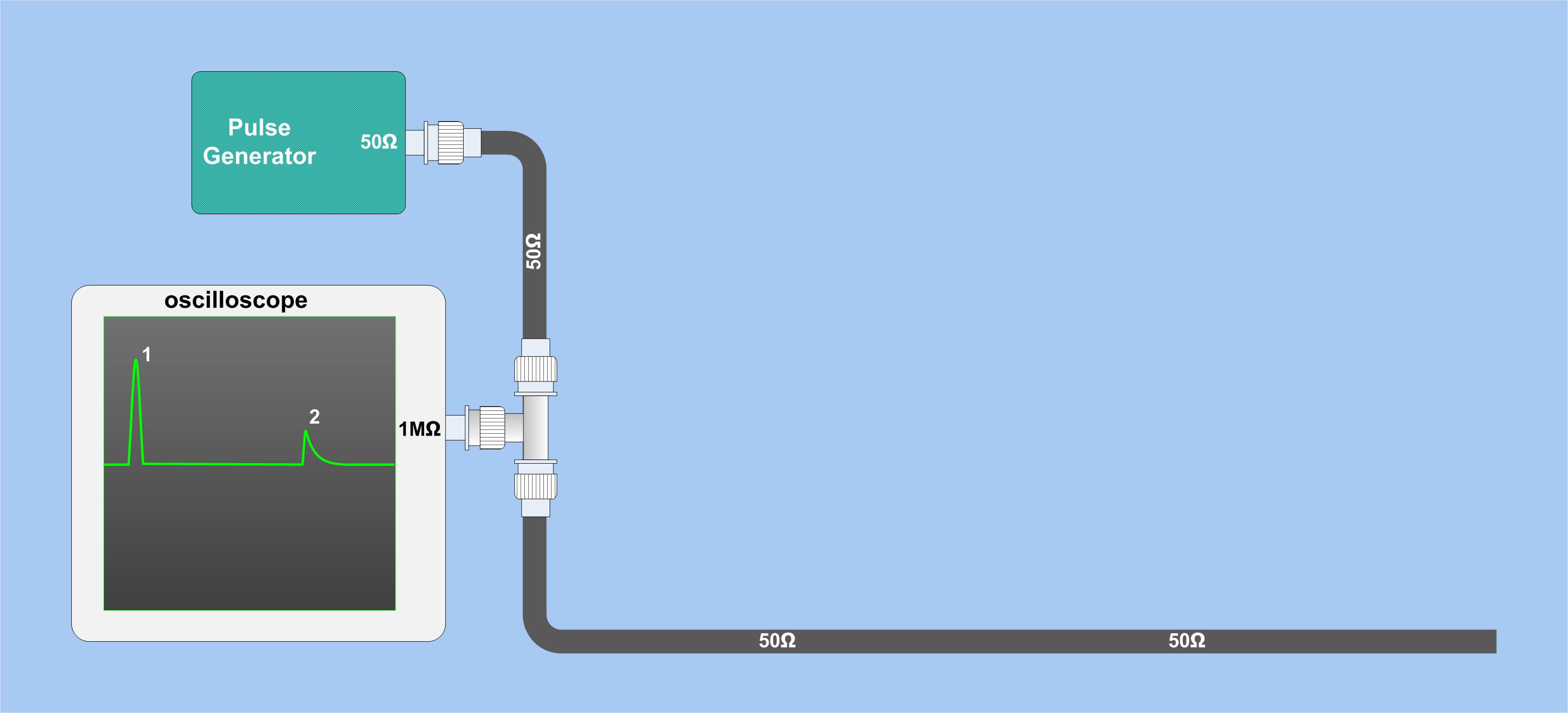
Principio de funcionamiento de un medidor TDR

Un TDR emite un pulso muy corto en el tiempo. Si el conductor es de una impedancia uniforme y está apropiadamente terminado, el pulso transmitido se absorberá en la terminación final y no se reflejará ninguna señal de vuelta hacia el TDR. En cambio, si existen discontinuidades de impedancia, cada discontinuidad creará un eco que se reflejará hacia el TDR (de ahí su nombre). Los aumentos en la impedancia crean un eco que refuerza el pulso original, mientras que las disminuciones en la impedancia crean un eco que se opone al pulso original. El resultado del pulso medido en la salida/entrada al TDR se representa o muestra como una función del tiempo y, dado que la velocidad de la propagación de la señal es relativamente constante para una impedancia dada, puede ser leído como una función de la longitud de cable. Esto es semejante en su funcionamiento al del radar. 
A causa de esta sensibilidad a las variaciones en la impedancia, un TDR puede utilizarse para verificar las características de impedancia, las ubicaciones de empalmes y conectores, y las pérdidas asociada en un cable, estimando tanto la longitud del mismo, como cada discontinuidad del cable que será detectada como una señal en forma de eco.

### Indicación de corto
Para verlo de forma simple, consideremos el caso trivial donde el extremo final del cable se cortocircuita (es decir, se termina en una impedancia de cero ohmios). Cuando la orilla creciente del pulso se lanza a través del cable, el voltaje en el punto que lanza los pulsos alcanza un valor instantáneo dado, y el pulso comienza a propagarse a través del cable. Cuando el pulso alcanza el corto, no se absorbe ninguna energía en el extremo final. En vez de eso, un pulso opuesto se refleja hacia atrás. Cuando el reflejo opuesto alcanza el punto de lanzamiento, el voltaje en este punto aumenta bruscamente, señalando que hay un corto en el final del cable. Esto es, el TDR no tiene indicación de que hay un corto al final del cable hasta que el pulso emitido haya viajado por el cable -aproximadamente a la velocidad de la luz- y el eco haya vuelto a la misma velocidad. Tras este tiempo de ida y vuelta, el corto puede ser detectado por el TDR. Conociendo la velocidad de propagación de la señal en el cable, se obtiene de esta manera la distancia a la que se produce el corto.

### Indicación de circuito abierto
Algo parecido ocurre si el extremo distante del cable es un circuito abierto (termina en una impedancia infinita). En este caso, el reflejo del extremo distante se polariza idénticamente al pulso original y añade lo cancelando anteriormente. Así que, tras una demora de viaje de ida y vuelta, el voltaje en el TDR salta bruscamente a dos veces el voltaje inicialmente aplicado. 
Una terminación perfecta teórica en el extremo distante del cable, absorbería enteramente el pulso aplicado sin causar ningún reflejo. En este caso, sería imposible determinar la longitud del cable. Afortunadamente, las terminaciones perfectas son muy raras y casi siempre se produce algún pequeño reflejo. 
La magnitud del reflejo se denomina "coeficiente de reflexión"; que puede ser relacionado con la proporción de la impedancia nominal del sistema contra la impedancia verdadera en cada discontinuidad.